# 1159
1159 (MCLIX) a fost un an obișnuit al calendarului iulian.

## Evenimente
- 12 aprilie: În fruntea unei puternice armate, împăratul bizantin Manuel I Comnen își face intrarea somptuoasă în Antiohia; principele Renaud de Châtillon este nevoit să își ceară iertare basileului și să îl recunoască drept senior.
- 12 iulie: Sub conducerea lui Ab al-Mumin, almohazii recuceresc Tunisul de la normanzi.
- 1-7 septembrie: Nevoit să părăsească Roma în fața trupelor împăratului Frederic Barbarossa, papa Adrian al IV-lea se stinge din viață; noul papă, sub numele de Alexandru al III-lea, este ales în pofida opoziției împăratului; în cadrul Bisericii romano-catolice, se decide că dreptul de a îl alege pe papă revine cardinalilor.

### Nedatate
- mai-iunie: Împăratul bizantin Manuel I Comnen solicită emirului Nur ad-Din eliberarea tuturor creștinilor captivi în închisorile musulmane.
- iunie: Aflat în conflict cu contele Raymond al V-lea de Toulouse, regele Henric al II-lea al Angliei ocupă Cahors și Rodez.
- iulie: Campania regelui Henric al II-lea al Angliei eșuează în fața orașului Toulouse, odată cu sosirea trupelor trimise de regele Ludovic al VII-lea al Franței în sprijinul contelui Raymond al V-lea.
- decembrie: Izbucnește rebeliunea Heiji, în Japonia: revolta familiilor Fujiwara și Minamoto împotriva clanului Taira; după stingerea familiei Fujiwara, cei din Taira continuă să domine curtea imperială.
- Arhiepiscopul de Lund, Absalon, reușește să respingă o flotă norvegiană în dreptul actualei Copenhaga, unde construiește fortăreața Hafnia.
- Expediția a regelui Valdemar I al Danemarcei împotriva triburilor venzilor; regiunea Barth din nordul Germaniei este devastată de către danezi.
- Orașul Lübeck dobândește libertăți comunale.
- Thierry de Alsacia creaază porturile Gravelines și Nieuport, în Flandra.

## Arte, Știință, Literatură și Filozofie
- 29 iunie: Petru Lombardul devine episcop de Paris.

## Înscăunări
- 7 septembrie: Papa Alexandru al III-lea (n. Rolando Bandinelli), (1159-1181)
- 4 octombrie: Victor al IV-lea (n. Ottavio di Montecelio), antipapă (1159-1164)
- Ștefan Nemania, rege al Serbiei (până la 1195)

## Nașteri
- Minamoto no Yoshitsune, general japonez (d. 1189)

## Decese
- 30 mai: Vladislav al II-lea (Exilatul), 53 ani, rege al Poloniei (n. 1105)
- 1 septembrie: Papa Adrian al IV-lea, 58 ani (n.c. 1100)
- Joscelin al II-lea, conte de Edessa (n. ?)